# Берге (Нижняя Саксония)
Берге (нем. Berge) — община в Германии, в земле Нижняя Саксония.
Входит в состав района Оснабрюк. Подчиняется управлению Фюрстенау. Население составляет 3694 человека (на 31 декабря 2010 года). Занимает площадь 66,78 км².
Коммуна подразделяется на 5 сельских округов.
| Год  | Население |
| ---- | --------- |
| 1990 | 3282      |
| 1995 | 3564      |
| 2000 | 3670      |
| 2005 | 3755      |
| 2010 | 3702      |